# Teodor Skrzyński
Teodor Skrzyński herbu Zaremba – podwojewodzi łęczycki, konsyliarz konfederacji targowickiej z powiatu łęczyckiego, delegowany od związku konfederacji województwa łęczyckiego.